# Miss A
miss A (koreanisch 미쓰에이) war eine vierköpfige südkoreanische Girlgroup der zweiten K-Pop-Generation, die 2010 von JYP Entertainment gegründet wurde. Die Gruppe wurde bis 2013 von AQ Entertainment und danach direkt von JYP Entertainment gemanagt. Die Mitglieder Fei und Jia stammen aus China, Min und Suzy aus Südkorea. Ihr erstes Lied Bad Girl Good Girl von dem Single-Album Bad But Good erreichte Platz eins der südkoreanischen Jahrescharts 2010.
Am 27. Dezember 2017 gab JYP Entertainment die Auflösung der Gruppe bekannt, nachdem Jia und Min die Agentur bereits im Mai 2016 und November 2017 verlassen hatten.

## Geschichte

### 2010–2011: Debüt mitBad Girl Good Girl
Im Juli 2010 gab JYP Entertainment die Gründung einer neuen Girlgroup, bestehend aus den Mitgliedern Fei, Jia, Suzy und Min, bekannt. Miss A debütierten offiziell am 1. Juli 2010 mit dem Single-Album Bad But Good und der Single Bad Girl Good Girl. Die Debüt-Single der Gruppe wurde gleich ein großer Erfolg. Sie stieg auf Platz 19 in die Gaon Charts ein und erreichte in der Folgewoche Platz 1, wo sie sich für 4 Wochen halten konnte.
Am 26. September erschien das zweite Single-Album Step Up zusammen mit der Single Breathe.
Am 2. Mai 2011 erschien mit Love Alone die Vorab-Single zum ersten Studioalbum der Gruppe. Das Album mit dem Namen A Class erschien am 18. Juli zusammen mit der Single Goodbye Baby.
Am 30. September debütierten Miss A offiziell in China mit einer speziellen Ausgabe ihres Albums A Class auf dem chinesische Versionen ihrer bisher erschienenen Singles zu hören sind.

### 2012–2017:Touch, Hushund Auflösung
Am 20. Februar 2012 erschien das Mini-Album Touch zusammen mit der gleichnamigen Single. Touch erschien einen Monat später auch in einer chinesischen Version in Hongkong und Taiwan.
Während der Promotion zum Mini-Album Independent Women Part III, dass am 15. Oktober 2012 zusammen mit der Single I Don’t Need a Man erschien, geriet die Gruppe in einen Autounfall, bei dem allerdings keines der Mitglieder ernsthaft verletzt wurde.
In der Folgezeit wurde es ruhig um Miss A. Am 29. Oktober erschien das Album Hush zusammen mit der gleichnamige Single und am 30. März 2015 erschien das Mini-Album Colors. Danach wurden sämtliche Gruppenaktivitäten auf unbestimmte Zeit eingestellt.
Am 20. Mai 2016 gab JYP Entertainment bekannt, dass Jia die Gruppe und die Agentur verlassen hatte. Ihr Vertrag war ausgelaufen und nicht verlängert worden.
Am 9. November 2017 wurde bekannt gegeben, dass Min die Gruppe und Agentur ebenfalls verlassen hatte.
Am 27. Dezember wurde schließlich die endgültige Auflösung der Gruppe durch JYP Entertainment bekannt gegeben. Die beiden verbliebenen Mitglieder Fei und Suzy hatten schon vorher ihre Verträge mit der Agentur verlängert und werden zukünftig als Solokünstlerinnen auftreten.

## Mitglieder
| Bild | Name      | Geburtsname          | Geburtstag (Alter)    | Geburtsort | Position                         |
| ---- | --------- | -------------------- | --------------------- | ---------- | -------------------------------- |
|      | Fei 페이  | Wang Fei Fei 王霏霏  | 27. April 1987 (37)   | Haikou     | Main Vocal                       |
|      | Suzy 수지 | Bae Su-ji 배수지     | 10. Oktober 1994 (30) | Gwangju    | Lead Vocal, Sub Rap              |
|      | Jia 지아  | Meng Jia 孟佳        | 3. Februar 1989 (36)  | Changsha   | Vocal, Lead Dance, Main Rap      |
|      | Min 민    | Lee Min-young 이민영 | 21. Juni 1991 (33)    | Seoul      | Lead Vocal, Main Dance, Lead Rap |

## Diskografie

### Studioalben
| Jahr | Titel Musiklabel                               | Höchstplatzierung, Gesamtwochen, AuszeichnungChartsChartplatzierungen (Jahr, Titel, Musiklabel, Platzierungen, Wochen, Auszeichnungen, Anmerkungen) | Anmerkungen                                               |
| Jahr | Titel Musiklabel                               | KR | Anmerkungen                                               |
| ---- | ---------------------------------------------- | --- | --------------------------------------------------------- |
| 2011 | A Class JYP Entertainment + LOEN Entertainment | KR9 (21 Wo.)KR | Erstveröffentlichung: 18. Juli 2011 Verkäufe: + 32.845    |
| 2013 | Hush JYP Entertainment + Genie Music           | KR2 (14 Wo.)KR | Erstveröffentlichung: 6. November 2013 Verkäufe: + 12.133 |

### EPs
| Jahr | Titel                                                      | Höchstplatzierung, Gesamtwochen, AuszeichnungChartsChartplatzierungen (Jahr, Titel, Platzierungen, Wochen, Auszeichnungen, Anmerkungen) | Anmerkungen                                               |
| Jahr | Titel                                                      | KR | Anmerkungen                                               |
| ---- | ---------------------------------------------------------- | --- | --------------------------------------------------------- |
| 2012 | Touch JYP Entertainment + Genie Music                      | KR2 (10 Wo.)KR | Erstveröffentlichung: 20. Februar 2012 Verkäufe: + 37.116 |
| 2012 | Independent Women Part III JYP Entertainment + Genie Music | KR4 (5 Wo.)KR | Erstveröffentlichung: 15. Oktober 2012 Verkäufe: + 13.153 |
| 2015 | Colors JYP Entertainment + Genie Music                     | KR2 (17 Wo.)KR | Erstveröffentlichung: 30. März 2015 Verkäufe: + 10.570    |

### Single-Alben
| Jahr | Titel                                        | Höchstplatzierung, Gesamtwochen, AuszeichnungChartsChartplatzierungen (Jahr, Titel, Platzierungen, Wochen, Auszeichnungen, Anmerkungen) | Anmerkungen                                                |
| Jahr | Titel                                        | KR | Anmerkungen                                                |
| ---- | -------------------------------------------- | --- | ---------------------------------------------------------- |
| 2010 | Bad But Good JYP Entertainment + Genie Music | KR6 (13 Wo.)KR | Erstveröffentlichung: 1. Juli 2010 Verkäufe: + 14.564      |
| 2010 | Step Up JYP Entertainment + KMP Holdings     | KR6 (5 Wo.)KR | Erstveröffentlichung: 27. September 2010 Verkäufe: + 8.306 |

### Singles
Verkaufszahlen entnommen aus den Gaon Download Charts.

| Jahr | Titel Album                                   | Höchstplatzierung, Gesamtwochen, AuszeichnungChartsChartplatzierungen (Jahr, Titel, Album, Platzierungen, Wochen, Auszeichnungen, Anmerkungen) | Anmerkungen           |
| Jahr | Titel Album                                   | KR | Anmerkungen           |
| ---- | --------------------------------------------- | --- | --------------------- |
| 2010 | Bad Girl Good Girl Bad But Good               | KR1 (21 Wo.)KR | Verkäufe + 3.291.956  |
| 2010 | Breathe Step Up                               | KR2 (15 Wo.)KR | Verkäufe: + 2.070.009 |
| 2011 | Love Alone A Class                            | KR6 (6 Wo.)KR | Verkäufe: + 1.075.888 |
| 2011 | Goodbye Baby A Class                          | KR1 (14 Wo.)KR | Verkäufe: + 3.613.664 |
| 2012 | Touch (터치) Touch                            | KR2 (15 Wo.)KR | Verkäufe: + 2.675.320 |
| 2012 | I Don’t Need a Man Independent Women Part III | KR3 (12 Wo.)KR | Verkäufe: + 1.714.745 |
| 2013 | Hush (허쉬) Hush                              | KR5 (15 Wo.)KR | Verkäufe: + 897.601   |
| 2015 | Only You (다른 남자 말고 너) Colors           | KR1 (19 Wo.)KR | Verkäufe: + 983.143   |